# Tachyeres

Tachyeres Owen, 1875 è un genere di uccelli della famiglia degli Anatidi.
Il nome locale in spagnolo è "quetro".

## Tassonomia
Il genere comprende le seguenti specie:
- Tachyeres patachonicus (P.P.King, 1831) - anatra vaporiera volatrice
- Tachyeres pteneres (J.R.Forster, 1844) - anatra vaporiera di Magellano
- Tachyeres brachypterus (Latham, 1790) - anatra vaporiera delle Falkland
- Tachyeres leucocephalus Humphrey & Thompson, 1981 - anatra vaporiera testabianca